# 슬로비오
슬로비오는 스위스에 사는 슬로바키아출신 언어학자 마르크 후츠코가 만들어 2001년에 인터넷에 공개한 국제어이다. 슬로비오는 슬라브어 사용자 사이의 의사소통을 목적으로 만들어졌다.
‘슬로비오’라는 낱말은 러시아어·마케도니아어·보스니아어·불가리아어·세르비아어·슬로바키아어·우크라이나어·체코어·크로아티아어·폴란드어에서 ‘낱말’이라는 뜻인 ‘슬로보’에서 비롯되었다. 2005년 12월 현재 슬로비오어 사전에는 낱말 3만 3천 개가 실렸다.

## 특징
슬로비오의 문법 원칙은 에스페란토(1가지 명사, 형용사와 동사, 어미 변화가 없음)와 비슷하다. 접사는 낱말의 뜻이나 기능을 바꿔준다. 예를 들어 명사에 -ju를 덧붙여서 그 단어를 형용사로 만든다. 또한 시제 일치의 엄격함이 없고 자유롭다.
trava zelenju - "푸른 잔디"
zelenju trava - "푸른 잔디"
어휘는 대부분 슬라브어족 언어에 두루 쓰이는 흔한 단어에서 뽑아냈다. 후츠코는 슬로비오를 공부하지 않아도, 4억명 가량의 슬라브어 사용자가 슬로비오를 쉽게 이해할 수 있다고 주장한다.
그러나 슬로비오를 비판하는 사람은 여기에 의문을 제기하며 특히 슬로비오가 서슬라브어족에 속하는 언어권 사람들에게는 알기 어렵다고 말한다. 슬로비오어 낱말인 "sobak" (개), "tper" (지금), "gvorit" (말하다), "pecxen" (간)은 러시아어 "소바카", "테페리", "고베리티"와 "폐첸'"와는 비슷하지만 체코어, 슬로바키아어, 폴란드어와는 퍽 다르다.

## 문자
라틴 문자와 키릴 문자 두 가지 문자를 쓴다.
소리와 발음은 에스페란토와 비슷하며(cx, gx, sx, zx, h등). x를 써서 s는 s로 , sx는 영어 sh의 음을 나타낸다.
| 라틴 문자 | 라틴 문자 | 키릴 문자 | 키릴 문자 | sounds like...          |
| --------- | --------- | --------- | --------- | ----------------------- |
| A         | a         | А         | а         |                         |
| B         | b         | Б         | б         |                         |
| C         | c         | Ц         | ц         | ts in rats              |
| Cx        | cx        | Ч         | ч         | tsh in china            |
| D         | d         | Д         | д         |                         |
| E         | e         | Е         | е         |                         |
| F         | f         | Ф         | ф         |                         |
| G         | g         | Г         | г         | g in good               |
| Gx        | gx        | ДЖ        | дж        | g in George             |
| H         | h         | Х         | х         | h in hotel or j in Juan |
| I         | i         | И         | и         |                         |
| J         | j         | Й         | й         | y in yes                |
| K         | k         | К         | к         |                         |
| L         | l         | Л         | л         |                         |
| M         | m         | М         | м         |                         |
| N         | n         | Н         | н         |                         |
| O         | o         | О         | о         |                         |
| P         | p         | П         | п         |                         |
| R         | r         | Р         | р         | rolling r               |
| S         | s         | С         | с         | s in suit               |
| Sx        | sx        | Ш         | ш         | sh in shoot             |
| T         | t         | Т         | т         |                         |
| U         | u         | У         | у         |                         |
| V         | v         | В         | в         |                         |
| Z         | z         | З         | з         | z in zoo                |
| Zx        | zx        | Ж         | ж         | zh in leisure           |
다음은 임의의 문자이다
| 라틴 문자 | 라틴 문자 | 키릴 문자 | 키릴 문자 | sounds like...                |
| --------- | --------- | --------- | --------- | ----------------------------- |
| Hq        | hq        |           |           | always h in hotel             |
| Hx        | hx        |           |           | always j in Spanish Juan      |
| X         | x         | Кс        | кс        | ks in extra                   |
| Wx        | wx        | Щ         | щ         | shtsh in wish-chest           |
| Q         | q         |           |           | softner, nq is ñ as in canyon |

## 간단한 슬로비오 문장
Slovio es novju mezxunarodju jazika ktor razumijut cxtirsto milion ludis na celoju zemla. Ucxijte Slovio tper!
Словио ес новйу межународйу йазика ктор разумийут чтирсто милион лудис на целойу земла. Учийте Словио тпер!
슬로비오는 전 세계 4억명이 이해하는 새로운 국제어입니다. 지금 슬로비오를 배우세요!